# 五人の剣道十段
五人の剣道十段（ごにんのけんどうじゅうだん）は、全日本剣道連盟から剣道十段を授与された人物。史上5人しかいない。現在、九段・十段は廃止されている。
- 小川金之助　1957年（昭和32年）授与
- 持田盛二　1957年（昭和32年）授与
- 中野宗助　1957年（昭和32年）授与
- 斎村五郎　1957年（昭和32年）授与
- 大麻勇次　1962年（昭和37年）授与

## 歴史
1917年（大正6年）、大日本武徳会が剣道に段位制を採用し、十段まで設けたが、実際は六段以上を授与せず、五段の上は精錬証（のち錬士）、教士、範士とされていた。
1937年（昭和12年）からは六段以上の段位も授与するようになった。
1946年（昭和21年）、GHQの命令で大日本武徳会が解散し、段位の授与機関が消滅した。
1952年（昭和27年）、全日本剣道連盟が結成され、大日本武徳会の段位制度を受け継いだ。
1957年（昭和32年）、全日本剣道連盟は初の十段を発行することを決定し、当時の剣道界の長老中山博道に授与を打診したが、中山は十段制度を拒絶した。次に小川金之助、持田盛二、中野宗助、斎村五郎の4名に打診した。持田、斎村らは、先人さえ貰わなかった段位は受け取れないとして固辞したが、受けなければ制度が崩れると説得され、渋々受領した。
1962年（昭和37年）、大麻勇次に十段が授与された。
1974年（昭和49年）2月、最後の十段保持者であった持田盛二と大麻勇次が相次いで死去し、十段の生存者がいなくなった。
2000年（平成12年）、全日本剣道連盟の段位審査規則改正により、九段・十段の審査は行わないこととされ、事実上廃止された。

## 備考
- 乳井義博は1949年（昭和24年）に高野佐三郎から剣道十段を授与されている[1]。